# Edward Joshua Cooper
Edward Joshua Cooper (Faiche Stiabhna (eng. St. Stephen’s Green), Dublin, Irska, 1. svibnja 1798. - dvorac Mharcréidh (eng. Markree), Irska, 28. travnja 1863.), irski astronom
Bio je najstariji sin Edwarda Syngea Coopera MP (1762. – 1830.) i supruge mu Anne Verelst, kćeri bengalskog guvernera Harryja Verelsta.
Pohađao je The Royal School u Armaghu, na Etonu, potom na Christ Church, Oxford (Oxfordu).
U prvom je braku bio sa Sophijom L'Estrange, kćeri poručnika Henryja Peisleyja L'Estrangea od Moystowna, An Clochán (okrug Uíbh Fhailí, Irska). Nisu imali djece. U drugom braku imao je pet kćeri sa suprugom Sarah Frances Wynne, kćeri Owena Wynnea MP od Hazelwood House, Sligeach.
Nakon što je naslijedio obiteljski dvorac Mharcréidh, dao je ondje sagraditi zvjezdarnicu. Cooperov veliki znanstveni prinos bio je izdanje kataloga od oko 6000 zvijezda (Catalogue of Stars Near the Ecliptic Observed at Markree). Otkrio je sedam objekata Novog općeg kataloga.
Umro je u dvorcu Mharcréidhu, povijesnom sjedištu obitelji Cooper 1863. godine.

## Vanjske poveznice
- Edward Joshua Cooper na stranicama Wolfganga Steinickea (njem.)
- Catalogue of stars near the ecliptic (1851) (eng.)
- Izdanja E.J. Coopera na Astrophysics Data Systemu